# 706. grenadirski polk (Wehrmacht)
706. grenadirski polk (izvirno nemško 706. Grenadier-Regiment; kratica 706. GR) je bil pehotni polk Heera v času druge svetovne vojne.

## Zgodovina
Polk je bil ustanovljen septembra 1944 in dodeljen 716. pehotni diviziji.
Leta 1944 je bil uničen in potem ponovno ustanovljen. Ponovno je bil uničen januarja 1945 in tretjič ustanovljen 14. aprila 1945.